# 라인위버-버크 방정식
라인위버-버크 방정식(Lineweaver-Burk equation) 또는 이중-역수 플롯(Double-reciprocal plot)은 미하엘리스-멘텐 식으로부터 유도된다.
생화학에서 라인위버-버크(Lineweaver–Burk)방정식은 1934년 한스 라인위버(Hans Lineweaver)와 딘 버크(Dean Burk)에 의해 기술된 것으로 효소 역학의 미하엘리스-멘텐 식의 곡선을 라인위버-버크 방정식의 직선 그래픽으로의 대수적인 변환 표현이다.
|                                                                      |                                                    |
| 효소 반응시 기질의 농도에 따른 초기 반응속도(미하엘리스-멘텐 방정식) | 미하엘리스-멘텐 방정식의 라인위버-버크 방정식 변환 |

미하엘리스-멘텐 방정식
{\displaystyle V={\frac {V_{\max }[S]}{K_{m}+[S]}}}
라인위버-버크 방정식(미하엘리스-멘텐 방정식의 이중 역수 값)
{\displaystyle {1 \over V}={{K_{m}+[S]} \over V_{\max }[S]}={K_{m} \over V_{\max }}{1 \over [S]}+{[S] \over V_{\max }}{1 \over [S]}}
{\displaystyle ={K_{m} \over V_{\max }[S]}+{1 \over V_{\max }}}

## 같이 보기
- 반응속도론
- 효소 억제제